# Malatesta da Verucchio
Pour les articles homonymes, voir Malatesta.
Malatesta da Verucchio (né en 1212 à Verucchio, dans l'actuelle Émilie-Romagne, mort en 1312 à Rimini) est un condottière, le fondateur de la famille des Malatesta.

## Biographie
Malatesta da Verucchio était le fils de Malatesta Malatesta  et d'Adelasia, faisait partie de la branche Verrucchio de la famille Malatesta.
Malatesta da Verucchio était à l'origine le chef du parti guelfe en Romagne ainsi que podestà (magistrat en chef) de Rimini (1239-1249). Après la défaite de Frédéric II en 1248, il s'impose comme le chef des guelfes de Rimini. Avec le soutien du pape, il arrête le podestat gibelin et prend le contrôle de la ville. Leader des guelfes dans la région, il soutient les prétentions de Charles d'Anjou sur le trône de Naples en 1265. Après un conflit avec le pape en 1287, il est démis de sa fonction de podestat et banni. Il rentre dans la ville et devient seigneur de Rimini le 13 décembre 1295. Il devint maître de Rimini en tuant  les membres de la famille gibeline les Parcitati et leur chef  Montagna.
Il est cité par Dante en tant que Vieux tyran Mastiff. Son fils aîné était Gianciotto Malatesta, célèbre pour la tragédie de 1285, rapportée par Dante dans l’Enfer, dans lequel, ayant découvert  l'adultère, il tue sa femme Francesca da Polenta et son jeune frère Paolo ; un troisième fils, Malatestino Malatesta (it), est le Mastin nouveau qui assassine les deux meilleurs de Fano.
Le 8 février 1311, il fait son testament en présence de l'évêque et des chanoines de Rimini. Il demande à être enterré en habit de franciscain dans l'église San Francesco qui devient dès lors la nécropole familiale. selon Vasari, Giotto y aurait réalisé des fresques qui ont disparu au Quattrocento. Seul subsiste le grand crucifix de saint François réalisé par le peintre florentin qui témoigne du mécénat de Malatesta.
Mort centenaire, Malatesta de Verucchio a été remplacé comme seigneur de Rimini par son autre fils Malatestino Malatesta (it).

## Descendance
Il se maria avec Concordia Pandolfini et eurent cinq enfants :
- Malatestino (it), ~1251-1317 ;
- Rengarda ;
- Jean dit Gianciotto, 1255-1304 ;
- Paul, 1246-1285 ;
- Ramberto ;

et en secondes noces avec Margarette Palnieri Monselice en 1266 et eurent trois enfants :
- Madeleine ;
- Simone ;
- Pandolfo, 1266-1326.

## Sources
- (en) Cet article est partiellement ou en totalité issu de l’article de Wikipédia en anglais intitulé « Malatesta da Verucchio » (voir la liste des auteurs).

- (it) Cet article est partiellement ou en totalité issu de l’article de Wikipédia en italien intitulé « Malatesta da Verucchio » (voir la liste des auteurs).